# Нећу плакат’ намјерно

Нећу плакат’ намјерно је песма Магазина, хрватске поп групе. Песма је објављена 2006. године за издавачку кућу Croatia Records.

## Текст
Песма Нећу плакат’ намјерно је ауторско дело, чији је текст написала хрватска музичарка Вјекослава Хуљић.

## Мелодија
Музику за песму радио је Тончи Хуљић, док је за аранжман био задужен Реми Казиноти.